# Majdan Gromadzki (gromada)
Majdan Gromadzki (do 28 II 1956 Gromada) – dawna gromada, czyli najmniejsza jednostka podziału terytorialnego Polskiej Rzeczypospolitej Ludowej w latach 1954–1972.
Gromady, z gromadzkimi radami narodowymi (GRN) jako organami władzy najniższego stopnia na wsi, funkcjonowały od reformy reorganizującej administrację wiejską przeprowadzonej jesienią 1954 do momentu ich zniesienia z dniem 1 stycznia 1973, tym samym wypierając organizację gminną w latach 1954–1972.
Gromadę Majdan Gromadzki siedzibą GRN w Majdan Gromadzkim utworzono 29 lutego 1956 w powiecie biłgorajskim w woj. lubelskim w związku z przeniesieniem siedziby gromady Gromada z Gromady do Majdanu Gromadzkiego i zmianą nazwy jednostki na gromada Majdan Gromadzki.
1 stycznia 1960 gromadę zniesiono, włączając jej obszar do nowo utworzonej gromady Biłgoraj w tymże powiecie.